# Stjerneskolan
Stjerneskolan är en gymnasieskola i Torsby i norra Värmland. Skolan har 8 nationella program. Till detta kommer det individuella programmet, gymnasiesärskolan och kommunal vuxenutbildning (komvux). Skolan har fått sitt namn efter skalden Oscar Stjerne.
Om man önskar kan man på Stjerneskolan välja en idrott och man läser då över fyra år. 

## Specialiteter och spetskurser
- Skid och skidskyttegymnasiet
- Alpina skidgymnasiet
- Fotboll
- Friidrott
- Byggtekniker/byggingenjör
- Cambridge engelska
- Elprogrammet
- EU-svets
- Företagargymnasiet
- Matematik F, Biologi och Fysik C
- Robotteknik
- Tävlingsmekaniker
- Utbytesår
- Utforskargruppen

## Torsby Skidgymnasium
Skidgymnasiet på Stjerneskolan har utbildat flera av Sveriges framstående skidåkare, bland andra: 
- Emelie Öhrstig
- Mikael Löfgren
- Gunde Svan
- Lars Håland
- Mathias Fredriksson
- Thobias Fredriksson
- Stina Nilsson
- Hanna Falk
- Björn Lind